# Glykemiskt index

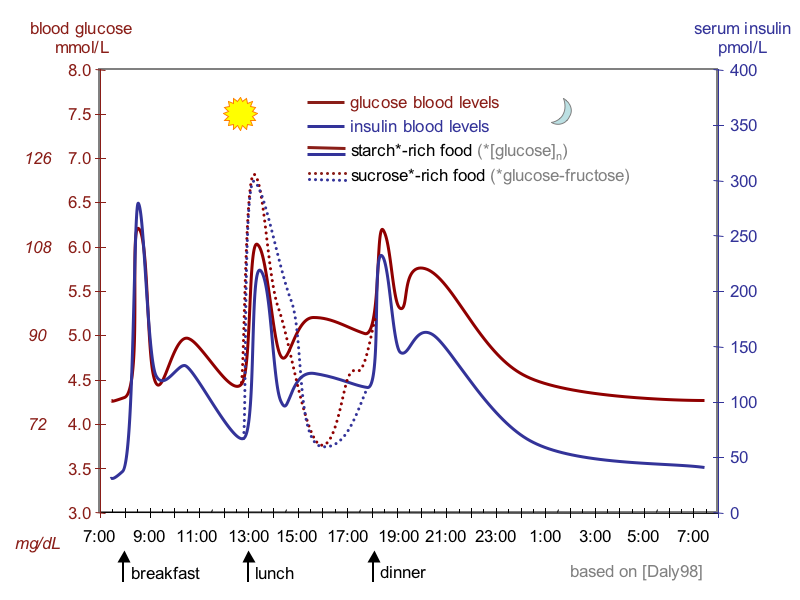
Exempel på kurva som beskriver blodsockerstegringen efter måltid, i form av förändringen av blodsockerhalten från sitt startvärde.

Glykemiskt index (GI) är ett mått på olika livsmedels effekter på blodsockervärdet. GI-värdet för olika livsmedel ligger till grund för kostrekommendationer i vissa dieter. Det som i första hand påverkar GI-värdet är kolhydraterna i livsmedlet, både deras typ och mängd. Kolhydratrika livsmedel med högt GI-värde kallas i samband med GI-baserade dieter ofta för "snabba kolhydrater", medan de med lågt GI-värde kallas för "långsamma kolhydrater". 

## Bestämning av glykemiskt index
GI-värdet definieras som ytan under blodsockerkurvan av en bestämd mängd livsmedel i procent i jämförelse med samma mängd av ett annat livsmedel som referens. Som referenslivsmedel utgår man vanligtvis från 50 gram kolhydrater i form av bröd, bakat av vitt raffinerat (siktat och renat) vetemjöl, vilket ger GI = 100. Vid hög blodsockerhalt reagerar kroppen med hög insöndring av hormonet insulin. Huruvida ett stort intag av livsmedel med högt GI sätts i samband med ohälsa är inte helt utrett. Den allmänna rekommendationen (nordiska näringsrekommendationer) är dock att man skall äta livsmedel "åt det långsammare hållet" det vill säga med lägre GI-tal. 

## Beräkning
För att kunna bestämma ett livsmedels GI-värde måste först en referensmätning göras. 
Därefter låter man försökspersoner äta den mängd av testprodukten som ger 50 g tillgängliga kolhydrater. Sedan mäts försökspersonernas blodsockernivå med 15 minuters mellanrum under två timmar. Från dessa mätvärden fås en kurva som beskriver blodsockerstegringen (se figur). Arean under den kurvan, d.v.s. dess integral, (summan av area A-F exklusive negativa utslag) jämförs sedan med referensvärdet. GI anges som förhållandet mellan arean av den aktuella testprodukten och arean av referensen enligt:
GI = (Areatestprodukt / Areareferens) X 100
Det finns ett antal GI-tabeller att tillgå som även skiljer sig en del. Detta kan bero på att olika referenser har använts. Då intag av ren glukos kan uppfattas som illasmakande används ofta vitt bröd, även om glukos rekommenderas. Ren glukos ger ett blodsockersvar som är 1,4 ggr högre och därmed ett lägre GI för de jämförda födoämnena. En ungefärlig omräkning mellan tabeller som har det ena eller det andra som bas kan göras enligt följande:
GIglukos = GIvitt bröd / 1,4
Tabellvärden kan endast användas som en grov uppskattning då många faktorer påverkar ett livsmedels egenskaper. De tabeller som finns brukar ofta användas av diabetiker då en jämn blodsockernivå ibland är livsavgörande för dem.
Man brukar dela in livsmedel i lågt, medel och högt GI. Ibland pratar man även om superhögt GI. Med vitt bröd som referens: 
- Lågt GI: under 70
- Medel GI: 70-90
- Högt GI 90-110
- Superhögt GI: över 110.

Beroende på vem man frågar varierar värdena för vad lågt, medel, högt och superhögt GI är.
Det som inverkar på ett livsmedels GI är bland annat:
- Hur finfördelat livsmedlet är (hela bitar, som korn och frön, ger lägre GI).
- Strukturen på livsmedlet (spröda kex har högt GI, livsmedel som är mer kompakta har lägre GI)
- Surheten i livsmedlet. Ju surare ett livsmedel är, desto lägre GI. Lite citron eller vinäger på maten sänker GI för måltiden som helhet.
- Fettinnehållet. Mer fett innebär ett lägre GI, eftersom det försenar magsäckstömningen.
- Om livsmedlet är tillagat eller rått och koktid för tillagade livsmedel.

## Snabba och långsamma kolhydrater
Snabba kolhydrater, de med högt GI-värde, är de kolhydrater som relativt snabbt bryts ner vid matspjälkningen. De långsamma kolhydraterna, de med lågt GI-värde, är de som tar längre tid att bryta ner för kroppen.
Förr antog man att när kolhydrater bildade riktigt stora molekyler så skulle det ta längre tid för kroppen att bryta ner dem, och därigenom skulle man få en långsammare ökning av blodsockerhalten när dessa ingick i maten. Man rekommenderade till exempel diabetiker att äta potatis eftersom stärkelsemolekylerna i potatis är mycket stora. Försök har dock visat att potatis kan ge en snabb ökning av blodsockernivåerna.
Vill man få ett långsamt upptag av kolhydraterna, alltså en långsam blodsockerhöjning, handlar det mer om strukturen hos själva livsmedlet. Tjockväggig pasta (alltså inte snabbmakaroner) ger ett långsamt upptag eftersom det tar ett tag för matsmältningsvätskorna att lösa upp pastan i tarmen. Om man istället tar mjölet som pastan är gjord av och kokar gröt på det så får man ett mycket snabbare upptag eftersom enzymerna lättare kommer åt de lösta stärkelsemolekylerna. Därför är det bättre att prata om snabba respektive långsamma livsmedel. Exakt samma kolhydrater kan nämligen tas upp snabbt eller långsamt, beroende på strukturen hos livsmedlet som de ingår i.

## Glykemisk belastning
Glykemisk belastning eller glycaemic load (GL) är ett sätt att korrigera det faktum att olika livsmedel ger olika mängd kolhydrat per normal portion. Med denna metod kan den faktiska blodsockerbelastningen vid normal konsumtion av den aktuella produkten uppskattas.
GL beräknas enligt: GL = (gram kolhydrater minus fibrer i en portion x GI) / 100.
Ett praktiskt problem med GI har också varit att många tror att ett livsmedel med högt glykemiskt index alltid är dåligt att äta. Ett sådant direkt samband existerar inte genom att den massa av livsmedlet du äter har betydelse liksom andelen kolhydrater som livsmedlet innehåller. Innehåller livsmedlet som du äter nästan inga kolhydrater alls saknar det betydelse om glykemiskt index för livsmedlet skulle vara 99. Glykemisk belastning tar hänsyn till detta.
Begreppet lanseras som nytt men det finns redan i definitionen av glykemiskt index och är en enkel tillämpning av det.

## GI-metoden
Ett antal viktnedgångs- och viktkontrollsmetoder kallas för GI-metoden. De har gemensamt att de förordar kost där den glykemiska belastningen minskas genom att byta snabba kolhydrater mot långsammare. Detta medför en jämnare blodsockerkurva och långsammare utsöndring av insulin, vilket anses vara hälsosamt. Detta kombineras ibland med en minskning av den totala mängden kolhydrater, liknande Atkinsdieten och LCHF.

## GI och träning
Glykemiskt index kan användas för att välja lämplig diet för personer som ägnar sig åt träningsaktiviteter. Under och strax efter träning producerar inte kroppen insulin då man äter snabba kolhydrater. Därför räknas kolhydrater med högt GI ofta som en bra energikälla för personer som utför uthållighetssporter och strax efter träning för att fylla på musklernas kolhydratförråd. Långsamma kolhydrater tar längre tid på sig att nå musklerna, vilket medför att energin kan ta slut betydligt fortare (under uthållighetsträning) samt att det tar längre tid att återhämta sig (efter träningen).
Detta motsägs av ett försök där försökspersonerna delades upp i två grupper. Båda grupperna fick i uppgift att springa en engelsk mil på kortaste tid. Den ena gruppen fick en stund före språngmarshen äta mat med GI = 100, där vitt bröd satts till GI = 100. Den andra gruppen fick äta mat med GI = 70 Samma som den första gruppen. Den grupp som fick äta mat med GI = 70 sprang då fortast. Påföljande dag bytte man, så de som tidigare ätit sprungit mat med GI = 70 nu fick äta mat med GI = 100 och de andra fick äta mat med GI = 70. Återigen var det nu den grupp som fick äta mat med GI = 70 sprang då fortast.

## Kortfattad GI-tabell
För en fullständig GI-tabell hänvisas man till de externa länkarna. Men lite kortfattat kan man säga att alla eller de allra flesta grönsaker har lågt GI. De flesta frukter har lågt GI, men exempelvis banan har medelhögt GI och exempelvis torkade dadlar har högt GI. Potatis kokt 35 minuter har superhögt GI, potatis kokt 30 minuter har medelhögt GI och för potatis kokt 20 eller 25 minuter saknas uppgift. Kokta morötter, rödbetor och kålrötter har medelhögt GI. Råa, hela, skalade morötter och rödbetor har lågt GI. För råa kålrötter saknas uppgift. Vitt bröd har högt GI, grahamsbröd och fullkornsrågbröd har medelhögt GI. Spaghetti och ris har medelhögt GI.